# Web Summit
Web Summit es una conferencia anual de tecnología celebrada en Lisboa (Portugal), considerada el mayor evento tecnológico del mundo. Fundada en 2009 por Paddy Cosgrave, David Kelly y Daire Hickey, la Web Summit se celebró originalmente en Dublín (Irlanda), hasta 2016, cuando se trasladó permanentemente a Lisboa.